# NGC 6310
NGC 6310 este o galaxie spirală situată în constelația Dragonul. A fost descoperită în 27 octombrie 1861 de către Heinrich Louis d'Arrest. Se află la o distanță de 51,75 de megaparseci de Pământ.